# Sibrandabuorren
Sibrandabuorren est un village de la commune néerlandaise de Súdwest-Fryslân, dans la province de Frise. Son nom en néerlandais est Sijbrandaburen.

## Géographie
Sibrandabuorren est situé à 4 km au nord-est de la ville de Sneek.

## Histoire
Sibrandabuorren fait partie de la commune de Rauwerderhem jusqu'au 1er janvier 1984, puis de Boarnsterhim avant le 1er janvier 2014, où celle-ci est supprimée. Depuis cette date, Sibrandabuorren appartient à Súdwest-Fryslân.

## Démographie
Le 1er janvier 2017, le village comptait 365 habitants.